# Loropeni
Loropeni este un oraș din provincia Poni, Burkina Faso.